# Corrimony
Corrimony is een dorp in de Schotse lieutenancy Inverness in het raadsgebied Highland in de buurt van Drumnadrochit.
Hier ligt Corrimony Chambered Cairn, een ganggraf uit de bronstijd.